# 19 Dywizja Zapasowa (Cesarstwo Niemieckie)
19 Dywizja Zapasowa (niem. 10. Ersatz-Division) – niemiecki związek taktyczny okresu Cesarstwa Niemieckiego, zmobilizowany w sierpniu 1914.

## Skład po mobilizacji
- 21. gemischte Ersatz-Brigade
  - Brigade-Ersatz-Bataillon Nr. 21
  - Brigade-Ersatz-Bataillon Nr. 24
  - Brigade-Ersatz-Bataillon Nr. 78
  - Kavallerie-Ersatz-Abteilung Breslau/VI. Armeekorps
  - Feldartillerie-Ersatz-Abteilung Nr. 6 (Ersatz-Abteilung/Feldartillerie-Regiment Nr. 6)
  - Feldartillerie-Ersatz-Abteilung Nr. 57 (Ersatz-Abteilung/Feldartillerie-Regiment Nr. 57)
- Kgl. Sächsische 45. gemischte Ersatz-Brigade
  - Brigade-Ersatz-Bataillon Nr. 45
  - Brigade-Ersatz-Bataillon Nr. 46
  - Brigade-Ersatz-Bataillon Nr. 63
  - Brigade-Ersatz-Bataillon Nr. 64
  - Kgl. Sächsische Kavallerie-Ersatz-Abteilung Dresden/XII. Armeekorps
  - Kgl. Sächsische Feldartillerie-Ersatz-Abteilung Nr. 28 (Ersatz-Abteilung/Feldartillerie-Regiment Nr. 28)
  - Kgl. Sächsische Feldartillerie-Ersatz-Abteilung Nr. 48 (Ersatz-Abteilung/Feldartillerie-Regiment Nr. 48)
  - 1.Ersatz-Kompanie/Kgl. Sächsisches 1. Pionier-Bataillon Nr. 12
- Kgl. Sächsische 47. gemischte Ersatz-Brigade
  - Brigade-Ersatz-Bataillon Nr. 47
  - Brigade-Ersatz-Bataillon Nr. 48
  - Brigade-Ersatz-Bataillon Nr. 88
  - Brigade-Ersatz-Bataillon Nr. 89
  - Kgl. Sächsische Kavallerie-Ersatz-Abteilung Leipzig/XIX. Armeekorps
  - Kgl. Sächsische Feldartillerie-Ersatz-Abteilung Nr. 32 (Ersatz-Abteilung/Feldartillerie-Regiment Nr. 32)
  - Kgl. Sächsische Feldartillerie-Ersatz-Abteilung Nr. 77 (Ersatz-Abteilung/Feldartillerie-Regiment Nr. 77)
  - 1.Ersatz-Kompanie/Kgl. Sächsisches 2. Pionier-Bataillon Nr. 22

## Skład 12 lipca 1918
- 45. Ersatz-Brigade
  - Kgl. Sächsisches Ersatz-Infanterie-Regiment Nr. 23
  - Kgl. Sächsisches Ersatz-Infanterie-Regiment Nr. 24
  - Kgl. Sächsisches Ersatz-Infanterie-Regiment Nr. 32
- 5.Eskadron/Kgl. Sächsisches 2. Husaren-Regiment Nr. 19
- Kgl. Sächsischer Artillerie-Kommandeur 137
  - Kgl. Sächsisches Ersatz-Feldartillerie-Regiment Nr. 47
- Kgl. Sächsisches Pionier-Bataillon Nr. 519
  - 1.Ersatz-Kompanie/Kgl. Sächsisches 1. Pionier-Bataillon Nr. 12
  - 1.Ersatz-Kompanie/Kgl. Sächsisches 2. Pionier-Bataillon Nr. 22
  - Kgl. Sächsische Minenwerfer-Kompanie Nr. 164
- Kgl. Sächsischer Divisions-Nachrichten-Kommandeur 569